# Chlorogomphus speciosus
Chlorogomphus speciosus är en trollsländeart som först beskrevs av Selys 1891.  Chlorogomphus speciosus ingår i släktet Chlorogomphus och familjen kungstrollsländor. IUCN kategoriserar arten globalt som otillräckligt studerad. Inga underarter finns listade i Catalogue of Life.